# Hartog Jacob Hamburger
Hartog Jacob Hamburger (Alkmaar, 9 maart 1859 – Groningen, 4 januari 1924) was een Nederlands fysioloog en histoloog. Hij was als hoogleraar verbonden aan de Rijksuniversiteit Groningen.

## Biografie
Hartog Jacob Hamburger werd in 1859 geboren te Alkmaar als zoon van de koopman Jacob David Hamburger en Rebecka Nias. Hij volgde van 1872 tot 1877 onderwijs aan de Rijkshogereburgerschool in zijn geboortestad. Daarna volgde hij voor twee jaar lessen om een aanvullend examen klassieke talen te behalen. In 1879 begon hij een studie scheikunde aan de Universiteit Utrecht. Hij promoveerde in 1883 aldaar onder H.C. Dibbits op het proefschrift De quantitatieve bepaling van ureum in urine. Datzelfde jaar wist hij aan te tonen dat dierlijke cellen osmotische verschijnselen vertonen. Deze verschijnselen vertonen dezelfde wetmatigheden als bij plantaardige cellen. 
Na zijn wetenschappelijke promotie begon hij aan een studie geneeskunde, wederom aan de Universiteit Utrecht. Hij promoveerde aldaar in 1888 in de geneeskunde op het proefschrift Staafjesrood in monochromatisch licht. Gedurende deze periode werkte hij onder de medicus Franciscus Cornelis Donders. In 1888 volgde hij Hendrik Zwaardemaker op als docent aan de Rijks Veeartsenijschool in Utrecht. Hamburger gaf onder andere les in de fysiologie, histologie en pathologie. Hij begon er met onderzoek naar de toepassingen van de fysische chemie op de fysiologie. In 1889 legde hij met goed gevolg het artsexamen af. In zijn tijd aan de Rijks Veeartsenijschool verrichtte hij onder andere onderzoek naar de herkomst van lymfe, naar pathologie, de invloed van de ademhaling op de afmetingen van bloedlichamen, en naar het vermogen van dierlijke cellen om anionen door te laten. Dit laatste onderzoek resulteerde in de ontdekking van een bepaalde ionenverschuiving binnen het bloed. Wanneer de koolzuurspanning hoog is wordt het chloridegehalte van de erytrocyten verhoogd, en dat van het plasma verlaagd. Tevens begon hij in deze periode aan zijn driedelige hoofdwerk getiteld Osmotischer Druck und Ionenlehre in den medicinischen Wissenschaften. Dit werk is uiteindelijk van 1902 t/m 1904 uitgegeven.
In 1901 werd Hamburger benoemd tot hoogleraar in de fysiologie en histologie aan de Rijksuniversiteit Groningen waarmee hij Dirk Huizinga opvolgde. Hij aanvaardde dit ambt met de rede  De physische scheikunde in hare beteekenis voor de geneeskundige wetenschappen. In 1908 vierde hij zijn vijfentwintigjarig jubileum als doctor in de scheikunde, en ter ere hiervan werd hem de bundel Festband der biochemischen Zeitschrift, H.J. Hamburger gewidmet aangeboden. Dankzij Hamburger kon er in 1911 een nieuw fysiologisch laboratorium gerealiseerd worden. Hij bestuurde fagocytose, wat in 1912 leidde tot de uitgave van zijn werk Physikalisch-chemische Untersuchungen über Phagozyten. Hij organiseerde het in 1913 gehouden negende Internationale Physiologen Congres.
Gedurende het collegejaar 1913-1914 vervulde hij de functie van rector magnificus. In die hoedanigheid sprak hij ter ere van het driehonderdjarig bestaan van de universiteit de rede De oude en de moderne universiteit in wetenschap en maatschappij uit. De rede die hij bij de overdracht van het rectoraat hield is getiteld De toenemende beteekenis der chemie voor ons geneeskundig denken en handelen.  In 1918 beschreef hij de Hamburger shift. Bij dit proces wisselen rode bloedcellen waterstofcarbonaat om voor chloride.
Hartog Jacob Hamburger kwam op 64-jarige leeftijd te overlijden in Groningen.

## Erkenning
- 1896: lid van de Koninklijke Nederlandse Akademie van Wetenschappen
- 1906: eredoctoraat van de Universiteit van Aberdeen
- 1919: lid van de Deutsche Akademie der Wissenschaften Leopoldina
- 1921: eredoctoraat van de Veeartsenijkundige Hogeschool
- 1922: eredoctoraat van de Universiteit van Padua